# 비밀과 거짓말 (영화)
《비밀과 거짓말》(영어: Secrets & Lies)은 1996년 공개된 영국의 영화이다.

## 줄거리
런던에서 검안사로 일하는 흑인 여성 호르텐스 컴버배치는 양어머니의 죽음을 계기로 자신의 가족사를 추적하는 여정을 시작한다. 예상되는 어려움에 대한 경고에도 불구하고, 그는 자신의 친모가 동런던의 판지 상자 공장에서 일하는 백인 여성 신시아 펄리라는 사실을 알아낸다. 신시아는 거리 청소부로 일하는 딸 록산과 함께 살고 있으며, 이들의 관계는 긴장감으로 가득하다. 신시아의 남동생 모리스는 성공한 사진작가로, 우울증을 앓고 있는 아이를 가질 수 없는 아내 모니카와 함께 교외에서 살고 있다.
신시아와 모니카는 서로를 매우 싫어하는데, 모니카는 신시아를 자기연민에 빠지고 히스테리적이라고 여기고, 신시아는 모니카를 탐욕스럽고 속물적이라고 본다. 그 사이에 낀 모리스는 신시아와 록산을 거의 방문하지 않는다. 하지만 이들은 모두 록산의 21번째 생일을 기념하기를 고대한다. 모리스가 신시아를 깜짝 방문하자 그는 감정이 북받쳐 오르고, 모리스는 집수리 비용을 주면서 록산의 생일에 바비큐 파티를 열고 싶다는 뜻을 전한다.
록산은 신시아 몰래 폴이라는 남자친구가 있는데, 이는 모녀간의 격렬한 다툼으로 이어진다. 한편 호르텐스는 친모와 관계를 맺기로 결심하고 신시아에게 연락해 결국 만남을 설득해낸다. 대면한 자리에서 신시아는 호르텐스가 흑인이라는 사실에 준비가 되어있지 않았고, 출생 서류를 보기 전까지는 그의 정체성을 부인한다. 수치심에 압도된 신시아는 서서히 진실을 받아들이고, 둘은 유대감을 형성하기 시작한다.
신시아와 호르텐스가 친밀해져 가는 동안 록산은 어머니의 새로운 비밀스러운 행동을 눈치챈다. 신시아는 록산의 생일 파티에 호르텐스를 데려가려고 계획하면서, 모리스에게 직장 동료를 데려가도 되는지 묻는다. 호르텐스는 망설이면서도 참석하기로 동의하고 신시아의 친구로 가장하기로 한다. 파티는 신시아, 모니카, 그리고 다른 손님들 사이의 은근한 적대감으로 긴장감이 감돈다.
긴장된 순간, 신시아는 록산에게 호르텐스가 자신의 딸이라고 밝히고, 이는 불신과 분노를 불러일으킨다. 모리스가 개입하여 록산에게 이야기를 들어보라고 설득하는 동안, 신시아와 모니카는 다툰다. 신시아가 모니카를 비난하자 모리스는 그를 변호하면서 모니카의 불임 사실을 밝히고, 모두에게 원한을 품는 대신 아픔을 나누자고 촉구한다.
모니카가 무너지자 신시아가 그를 위로하고, 두 여성은 포옹하며 화해한다. 신시아는 록산의 아버지가 휴가 중 만난 미국인 의대생이었으며 그 후 사라졌다고 밝힌다. 호르텐스의 아버지에 대해 묻자 그는 "내 마음을 아프게 하지 마, 애야"라고 모호하게 답한다. 신시아가 울음을 터뜨리자 모니카와 호르텐스가 그를 위로한다. 폭풍이 잦아든 후, 모니카는 모리스를 향한 사랑을 표현하고 호르텐스는 신시아와 록산을 방문하여 자매가 되고 싶다는 마음을 전한다. 록산은 복잡한 상황에도 불구하고 호르텐스를 이복자매로 받아들인다.

## 출연

### 주연
- 브렌다 블레신
- 티모시 스폴
- 필리스 로건

### 조연
- 마리안 장 밥티스트
- 클레어 러시브룩

## 기타
- 제작책임: 조지나 로우
- 조연출: 크리스 로즈
- 미술: 알리슨 치티
- 세트: 리즈 그리피스
- 분장: 크리스틴 블런델
- 의상: 마리아 프라이스
- 배역: 수지 패리스
- 섭외: 패디 스턴
- 프로덕션매니저: 조지나 로우

## SBS 성우진 (2001년 5월 31일)
- 김정희 - 신시아(브렌다 블레신)
- 이봉준 - 모리스(티머시 스폴)
- 홍승옥 - 모니카(필리스 로건)
- 함수정 - 호르텐스(마리애나 장바티스트)
- 성병숙 - 록산(클레어 러쉬브룩)
- 신상숙
- 박미선
- 정승욱
- 변영희
- 정현경